# Jürgen Klinsmann
Jürgen Klinsmann (Göppingen, 30. srpnja 1964.), njemački nogometni trener i bivši nogometaš. Klinsmann je imao uspješnu klupsku i reprezentativnu karijeru: osvojio je Kup UEFA s Interom i Bayernom te svjetsko i europsko prvenstvo s Njemačkom. Kao izbornik Njemačke, vodio je momčad na SP 2006. Reprezentacija je osvojila broncu, prezentirajući atraktivan i napadački nogomet, što je Klinsmannu pribavilo simpatije domaće i svjetske javnosti. Nakon prvenstva, Klinsmann se povukao s kormila reprezentacije, a naslijedio ga je dotadašnji pomoćnik Joachim Löw.
Svoju profesionalnu karijeru počeo je 1981. u dresu Stuttgarter Kickersa, a završio je 1998. nakon poraza od Hrvatske u četvrtzavršnici svjetskog prvenstva u Francuskoj, premda je 2003. imao kratku igračku epizodu u SAD-u. U sedamnaest godina igranja Klinsmann je stekao reputaciju jednog od najboljih svjetskih napadača. Bio je standardan u svim klubovima u kojima je igrao, kao i u reprezentaciji, gdje je s Rudijem Völlerom činio ubojiti dvojac, postigavši 47 pogodaka u impresivnih 108 nastupa.
Od srpnja 2008. do travnja 2009. bio je trener münchenskog Bayerna

## Klubovi u karijeri
- 1972/74. - TB Gingen
- 1974/78. - SC Geislingen an der Steige
- 1978/84. - Stuttgarter Kickers
- 1984/89. - Stuttgart
- 1989/92. - Inter
- 1992/94. - Monaco
- 1994/95. - Tottenham
- 1995/97. - Bayern
- 1997. - Sampdoria
- 1998. - Tottenham (posudba)
- 2003.    - Orange County Blue Star

## Vanjske poveznice
- Službena stranica